# Ք
Das K̕ê (Ք und ք) ist der 36. Buchstabe des armenischen Alphabets. Der Buchstabe stellt den Laut [kʰ] dar und wird im Deutschen mit dem Buchstaben K transkribiert.
Es ist dem Zahlenwert 9000 zugeordnet. 

## Zeichenkodierung
Das K̕ê ist in Unicode an den Codepunkten U+0554 (Großbuchstabe) bzw. U+0584 (Kleinbuchstabe) zu finden.